# Paranyssicus conspicillatus
Paranyssicus conspicillatus là một loài bọ cánh cứng trong họ Cerambycidae.